# Anna/Contemplazione
Anna/Contemplazione è il secondo singolo inciso dal Trio Lescano, pubblicato nel 1936 dalla Parlophon.

## Descrizione
In entrambe le canzoni il Trio è accompagnato dall'Orchestra Cetra diretta dal Maestro Pippo Barzizza.

### Anna
La canzone è un fox slow, scritto dal paroliere forlivese Mario Buonavita, che si firma con il consueto pseudonimo Marf per il testo, mentre la musica è di Vittorio Mascheroni).
Il brano era già stato inciso poco tempo prima da Daniele Serra.
Il numero di matrice è 150500.

### Contemplazione
Il brano è scritto dal paroliere torinese Enrico Maria Chiappo per il testo, mentre la musica è di Francesco Lavagnino e Gino Filippini (la firma di quest'ultimo, presente nel deposito SIAE, è assente sull'etichetta del disco).
Il numero di matrice è 150499.

## Tracce
1. Anna
2. Contemplazione